# Macradenia paulensis
Macradenia paulensis är en orkidéart som beskrevs av Célestin Alfred Cogniaux. Macradenia paulensis ingår i släktet Macradenia och familjen orkidéer. Inga underarter finns listade i Catalogue of Life.